# Begraafplaats van Chéreng
De Begraafplaats van Chéreng is een gemeentelijke begraafplaats in de Franse gemeente Chéreng in het Noorderdepartement. De begraafplaats ligt in het oosten van het dorpscentrum.
In het noordoosten van de begraafplaats staat het Monument aux Morts, een gedenkteken voor slachtoffers uit Chéreng in beide wereldoorlogen.

## Brits oorlogsgraf
Op de begraaf bevindt zich één Brits militair graf. Het is een geïdentificeerd graf van een soldaat die sneuvelde in de Tweede Wereldoorlog. Het graf wordt onderhouden door de Commonwealth War Graves Commission. In de CWGC-registers staat de begraafplaats als Chereng Communal Cemetery.